# Algolsheim
Algolsheim (elsässisch: Algelse) ist eine französische Gemeinde mit 1132 Einwohnern (Stand 1. Januar 2022) im Département Haut-Rhin in der Region Grand Est (bis 2015 Elsass). Sie gehört zum Arrondissement Colmar-Ribeauvillé und zum Gemeindeverband Communauté de communes Alsace Rhin Brisach. Die Bewohner werden Algolsheimois und Algolsheimoises genannt.

## Geographie
Die Gemeinde Algolsheim liegt zwei Kilometer südöstlich von Neuf-Brisach und drei Kilometer südwestlich der deutschen Stadt Breisach am Rhein. In Algolsheim wohnen viele Deutsche, die sich in den letzten Jahren hier niedergelassen haben und zu einem Anstieg der Einwohnerzahlen führten. Durch den Ort fließt der Thierlachgraben.
Nachbargemeinden sind im Norden Volgelsheim, im Osten Vogelgrun, im Südosten Geiswasser, im Süden Obersaasheim und im Westen Weckolsheim.

## Geschichte
Im Gewann „Oberfeld“ und „Brunnenzug“ fanden sich Gräber aus der späten Bronzezeit. Zwischen Algolsheim und Vogelgrün entdeckte man römische Baureste, Keramik, Münzen und einen Mühlstein.
Algolsheim wurde 1192 das erste Mal unter dem Namen Altolvesheim erwähnt. Der Name der Gemeinde wechselte im Laufe der Geschichte: Altholvisherde hieß sie 1196, Arcolvesheim 1256, Altcolzheim 1302 und Altolzheim vom 14. Jahrhundert an.
Von 1324 bis zur Französischen Revolution stand der Ort unter dem Einfluss der Grafen und Herzöge von Württemberg. Während des Dreißigjährigen Krieges hatte das Dorf sehr zu leiden, 1638 wurde die Kirche niedergebrannt.
Von 1871 bis zum Ende des Ersten Weltkriegs gehörte Algolsheim als Teil des Reichslandes Elsaß-Lothringen zum Deutschen Reich und war dem Kreis Colmar im Bezirk Oberelsaß zugeordnet. Im September 1939 wurde die Bevölkerung nach Cancon im Département Lot-et-Garonne evakuiert, von wo sie im Sommer 1940 zurückkehrte. Am 6. Februar 1945 wurde die Gemeinde befreit, allerdings wurde sie während des Zweiten Weltkriegs stark zerstört.

## Wappen
Wappenbeschreibung: „In Gold ein schwarzer Löwe unter einem blauen Sparren.“

## Bevölkerungsentwicklung
| Jahr                       | 1962 | 1968 | 1975 | 1982 | 1990 | 1999 | 2007 | 2014 | 2021 |
| Einwohner                  | 309  | 312  | 404  | 495  | 671  | 982  | 1083 | 1153 | 1125 |
| Quellen: Cassini und INSEE |      |      |      |      |      |      |      |      |      |

## Sehenswürdigkeiten
- Pfarrkirche Saint-Pierre-et-Saint-Paul aus dem 18. Jahrhundert
- Ehemalige Protestantische Kirche aus dem 19. Jahrhundert, aufgrund ihres schlechten Zustands seit 1997 geschlossen

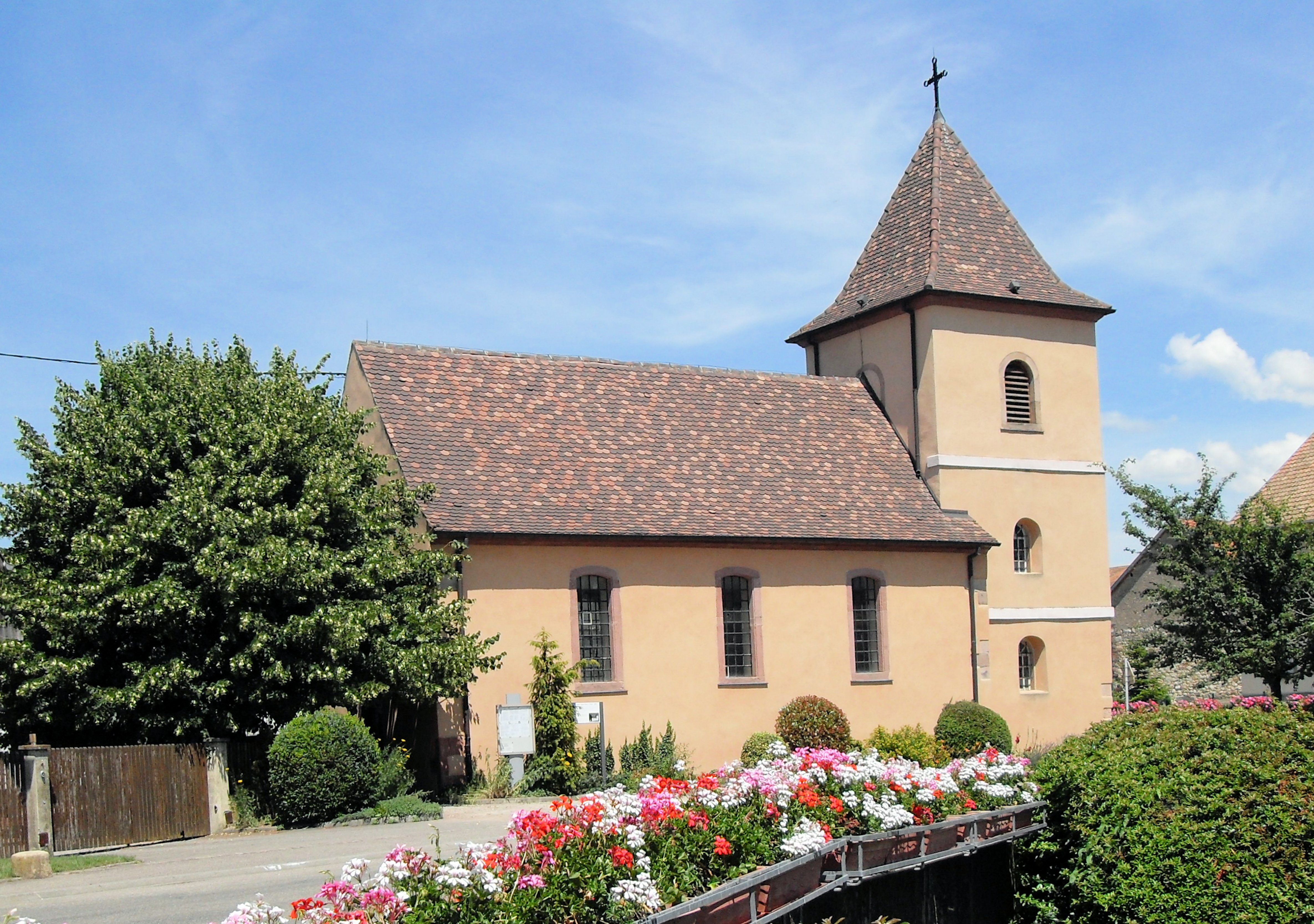
Pfarrkirche St. Peter und Paul
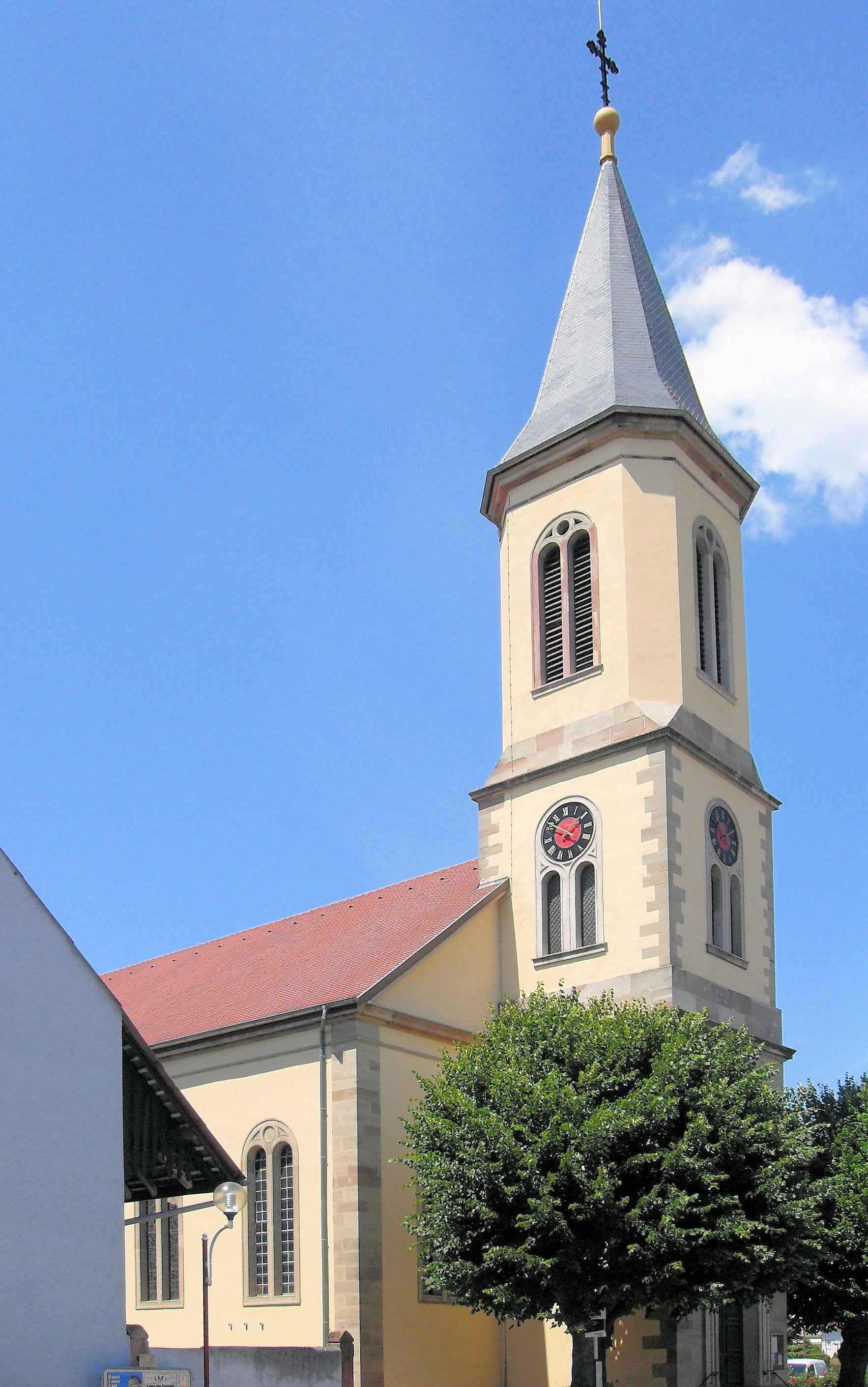
Protestantische Kirche
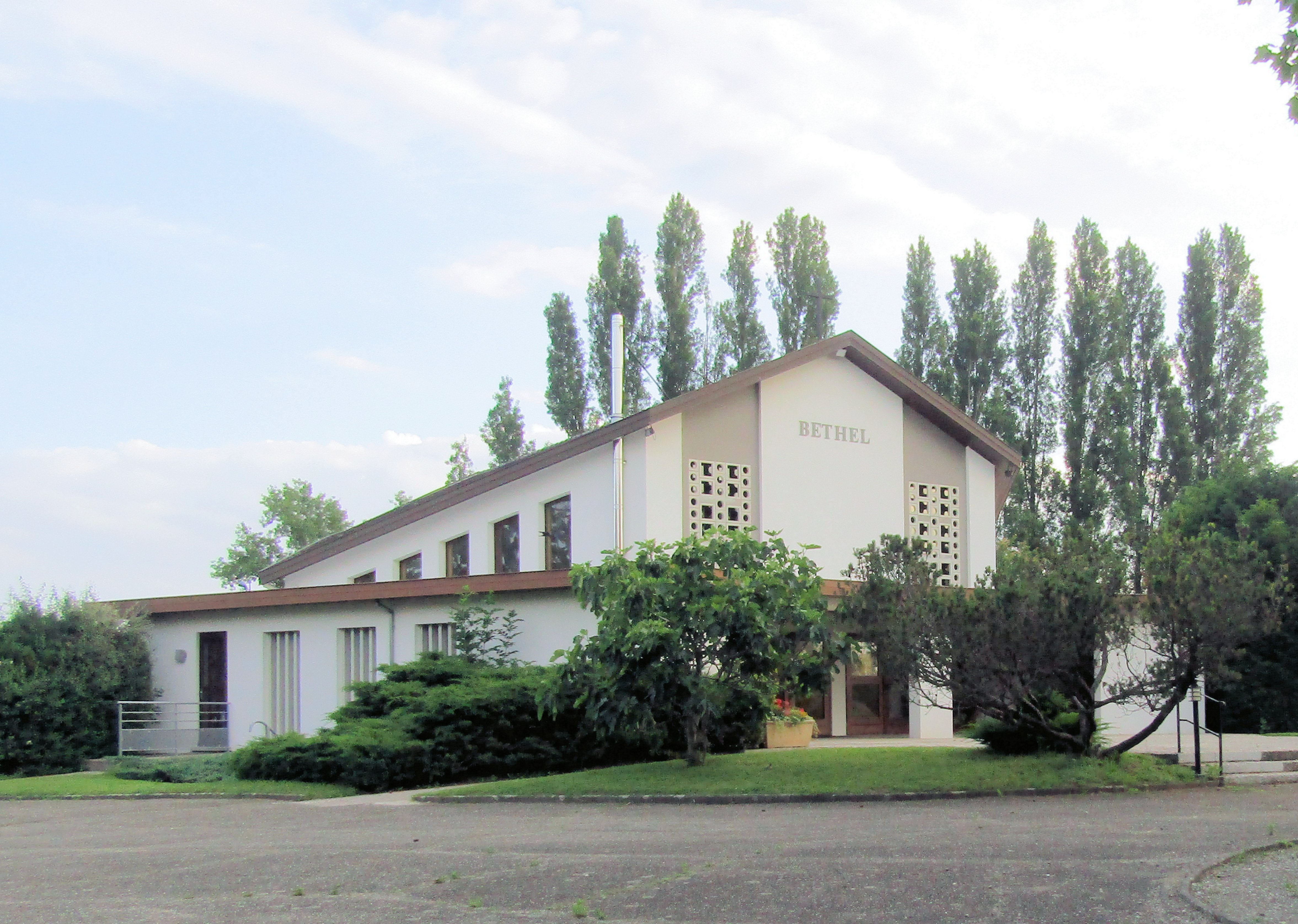
Mennonitentempel

## Gemeindepartnerschaft
Seit 2001 unterhält die Gemeinde eine Partnerschaft mit der Gemeinde Cancon im Département Lot-et-Garonne.